# Pausa-Mühltroff
Pausa-Mühltroff är en stad i Vogtlandkreis i förbundslandet Sachsen i Tyskland. Staden har cirka 4 700 invånare.